# Tweevingerige luiaard
De tweevingerige luiaard (Choloepus didactylus) is een van de twee nog levende soorten uit de familie Choloepodidae. De wetenschappelijke naam van de soort werd in 1758 als Bradypus didactylus gepubliceerd door Carl Linnaeus.

## Kenmerken
Tweevingerige luiaards hebben twee haakvormige vingers aan elke hand en drie aan elke voet. De vacht is grijsbruin, het gezicht wat lichter en de poten wat donkerder. De lichaamslengte bedraagt 46 tot 86 cm, de staartlengte 1,5 tot 3,5 cm en het gewicht 4 tot 8,5 kg.

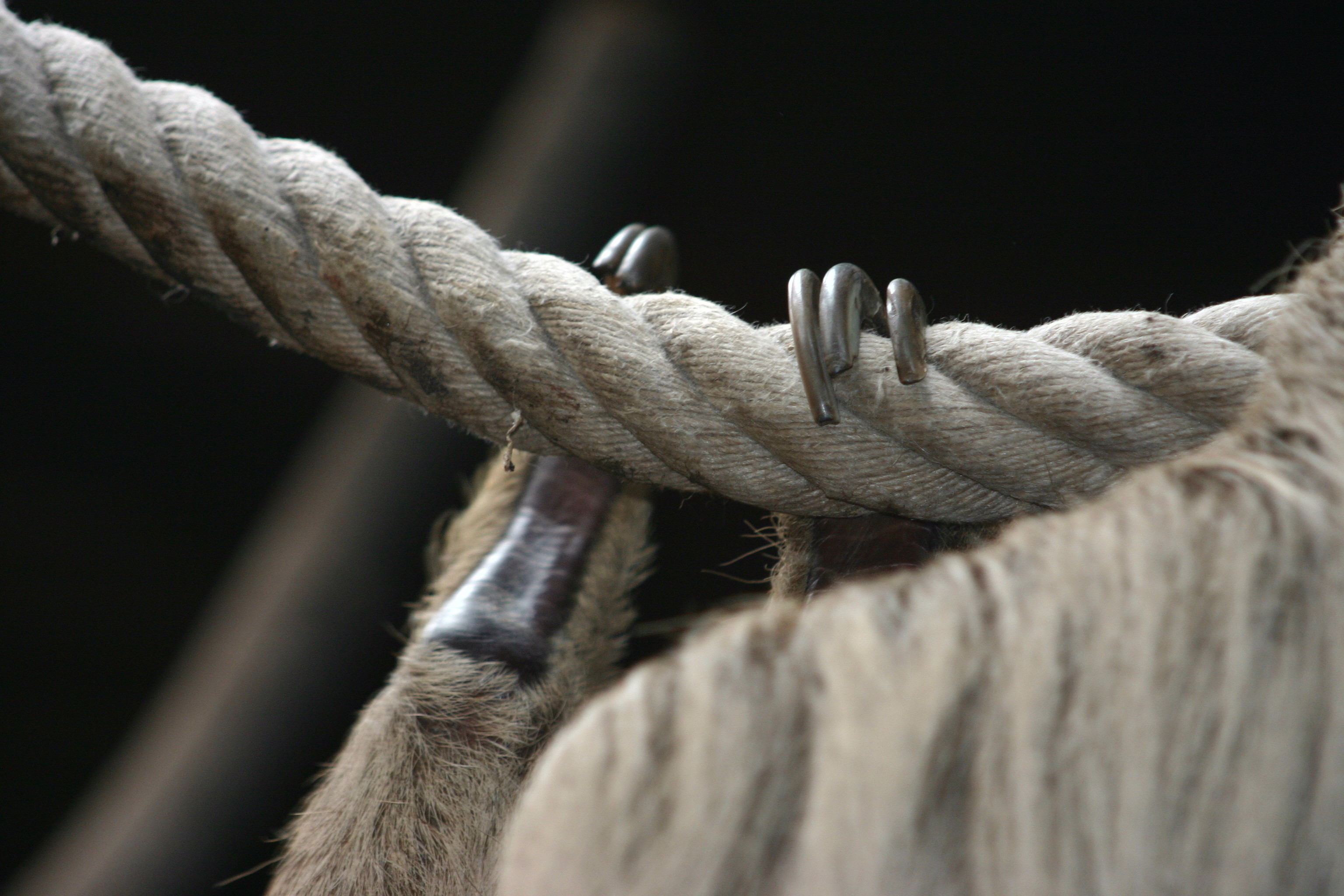
De haakvormige vingers van de tweevingerige luiaard

## Leefwijze
Zijn voedsel bestaat uit bladeren en vruchten.

## Eigenschappen
Zoals alle luiaards is hij erg sloom en komt hij maar één keer per week op de grond om te ontlasten. Hij is zoals alle luiaards solitair. Het is een snelle en goede zwemmer. Dit dier slaapt tot 15 uur per etmaal.

## Verspreiding

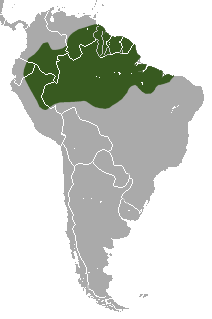
Verspreidingsgebied van de tweevingerige luiaard

Deze soort leeft in de tropische wouden in het noorden van Zuid-Amerika, in Venezuela, Guyana, Suriname, Frans-Guyana, Colombia, Ecuador, Peru en Brazilië.